# غونسالو جريجوريو
غونسالو جريجوريو هو لاعب كرة قدم برتغالي في مركز الهجوم، ولد في 14 يونيو 1995 في لشبونة في البرتغال. لعب مع أتلتيكو كاسا بيا.

## وصلات خارجية
- غونسالو جريجوريو على موقع قاعدة بيانات كرة القدم.إي يو (الإنجليزية)
- غونسالو جريجوريو على موقع Soccerway.com (الإنجليزية)
- غونسالو جريجوريو على موقع عالم كرة القدم.نت (الإنجليزية)